# Gottlieb Fischer (Dramatiker)
Gottlieb Fischer (* 15. März 1867 in Altenburg; † 5. Juli 1962 in Minusio) war ein Schweizer Dramatiker.

## Leben
Gottlieb Fischer wurde am 15. März 1867 als Sohn des Lehrers Gottlieb Fischer sen. in Altenburg geboren. Er ließ sich wie sein Vater zum Lehrer ausbilden und arbeitete in diesem Beruf zunächst in Fahrwangen, ab 1891 in Kaiserstuhl und zuletzt ab 1904 in Aarau.
Gottlieb Fischer, der 1893 Bertha (geborene Schmied) ehelichte, verstarb im Alter von 95 Jahren in Minusio im Kanton Tessin.

## Wirken
Fischer machte sich einen Namen als Autor von historischen Schauspielen und Lustspielen. Er reichte noch 1952 im Hinblick auf die 150-Jahr-Feier des Kantons Aargau das Festspiel Niklaus Leuenberger ein, das zwar nicht berücksichtigt, aber zur Erinnerung an den Bauernkrieg in Wohlenschwil aufgeführt wurde.

## Werke
- Bertha Steiger. Trauerspiel in drei Akten (= Bibliothek vaterländischer Schauspiele. Nr. 58/59, ZDB-ID 2250048-0). Sauerländer, Aarau 1898.
- Kardinal Schinner. Drama in 5 Akten (= Bibliothek vaterländischer Schauspiele. Nr. 73/74). Sauerländer, Aarau 1901.
- Festspiel zur Aargauer Centenarfeier 1903. Buchdruckerei Aargauer Tagblatt, Aarau 1903.
- Arnold von Melchtal. Festdrama in 3 Akten. Sauerländer, Aarau 1907.
- Das Schloss am Meer. Drama in vier Akten. J. G. Cotta Nachfolger, Stuttgart u. a. 1907.
- Heinrich Pestalozzi. Ein Spiel auf seinen Sterbetag, 17. Februar 1827. Sauerländer, Aarau 1926.
- Purechrieg. Schauspiel in 3 Aufzügen. Sauerländer, Aarau 1952.